# 養老警察署
養老警察署（ようろうけいさつしょ）は、岐阜県警察が管轄する警察署の一つ。

## 所在地
- 岐阜県養老郡養老町石畑1149-1

## 管轄区域
- 養老郡全域
  - 養老町
- 大垣市
  - 上石津町地域自治区（旧・養老郡上石津町）

## 沿革
- 1954年（昭和29年）
  - 7月 - 岐阜県警察発足。岐阜県高田警察署として設置される。
  - 10月 - 岐阜県養老警察署に改称。

## 組織
- 会計課 - 会計係
- 警務課 - 警務係、相談係
- 生活安全課 - 生活安全係
- 地域課 - 地域係、機動警ら係
- 刑事課 - 刑事係、鑑識係
- 交通課 - 交通係
- 警備課 - 警備係

## 交番
（ ）の中は所在地。

### 養老町
- 署所在地交番（養老郡養老町石畑1149-1 養老警察署内）

## 警察官駐在所
（ ）の中は所在地。

### 大垣市（旧：上石津町域）
- 上石津警察官駐在所（大垣市上石津町上原1269-1）
- 牧田警察官駐在所（大垣市上石津町牧田2579-56）

### 養老町
- 上多度警察官駐在所（養老郡養老町小倉893-3）
- 池辺警察官駐在所（養老郡養老町瑞穂379-7）
- 笠郷警察官駐在所（養老郡養老町船附1136-1）
- 小畑警察官駐在所（養老郡養老町飯田896）
- 多芸警察官駐在所（養老郡養老町三神町555-11）
- 日吉警察官駐在所（養老郡養老町中71）

## 交通

### 交通機関
- 養老鉄道養老線美濃高田駅より徒歩約30分

### 自動車
- 岐阜県道56号南濃関ケ原線・岐阜県道96号大垣養老公園線・岐阜県道213号養老平田線：石畑交差点北

## 周辺
- 養老町役場
- 養老郵便局
- 養老の滝
- 養老公園
- 養老天命反転地
- 岐阜県立大垣養老高等学校
- イオンタウン養老ショッピングセンター